# Алімтау
Алімта́у (каз. Әлімтау) — село у складі Сариагаського району Туркестанської області Казахстану. Адміністративний центр Алімтауського сільського округу.
Населення — 1043 особи (2021; 1087 у 2009, 1191 у 1999, 1067 у 1989).